# 北西国内軍管区
北西国内軍管区（Северо-Западный округ внутренних войск）は、ソ連、ロシア内務省（MVD）国内軍のロシア北西地域における軍事行政単位、統合部隊。軍管区本部は、サンクトペテルブルクに位置する。

## 歴史
北西国内軍管区の歴史は、ペトログラード護送班が創設された1918年に始まる。1923年、護送班は護送連隊に改編され、1925年、同連隊に基づき、ソ連護送警備軍第2独立旅団が編成された。
1940年12月14日、第2旅団は、ソ連内務人民委員部（NKVD）軍第41旅団に改称され、独ソ戦時、前線に投入された。1945年5月30日、NKVD護送軍第47師団が編成された。
1968年2月、第47師団に赤星勲章が授与され、ソ連MVD護送師団に改称された。
1979年4月、第47師団に基づき、ソ連MVD国内軍北西・沿バルト局が編成された。1980年代中盤からソ連各地で公共秩序の侵害の阻止任務に従事。1991年、ソ連MVD国内軍北西局に改称。
1993年3月2日、「ロシア連邦MVD国内軍機関に関する」大統領令により、ロシア領土に7個国内軍管区が設置され、北西国内軍管区が創設された。
軍管区の作戦任務旅団は、1999年9月から現在に至るまで、チェチェン共和国で任務を遂行している。2002年～2003年の間、旅団は18次の特殊作戦に参加し、299次の偵察・捜索作戦を行った。
軍管区の兵士は、サンクトペテルブルク300周年記念行事の公共の安全の保障にも参加した。
2008年1月1日、北西地域司令部（Северо-Западное региональное командование）に改編。

## 編成
- 第33作戦任務旅団：レビャジエ
- 第110特殊旅団：ペトロザヴォーツク
- 第63国家重要施設警備旅団：ヴォルホンカ
- 第2独立特殊自動車化連隊：サンクトペテルブルク
- 独立国家重要施設警備連隊：ムルマンスク
- 独立国家重要施設警備連隊：ソスノヴイ・ボール
- 第37教育連隊：レンボロヴォ
- 独立特殊自動車化大隊：ムルマンスク
- 第28特殊任務支隊「ラトニク」：アルハンゲリスク
- 第2海上支隊：ムルマンスク